# Freddy Hardest
Freddy Hardest es un videojuego desarrollado y publicado por Dinamic Software en 1987. Su autor y diseñador fue Luis Rodríguez Soler con la programación de Emilio Salgueiro, quien trabajó en este título mientras todavía estudiaba en el instituto.
Fue desarrollado para Sinclair ZX Spectrum, Amstrad CPC, Commodore 64, MSX y PC.

## Argumento
Freddy Hardest es un playboy juerguista y millonario por herencia que, tras una de sus juergas y bajo los efectos del alcohol, se pone a los mandos de su nave dispuesto a jugar con los meteoritos.
Su juego acaba mal y se estrella en un satélite del planeta Ternat, donde se halla la base enemiga de Kaldar.
Magullado, aunque muerto de risa, sale de su maltrecha nave dándose cuenta de que no va a ser muy bien recibido...

## Desarrollo
El juego se compone de dos partes, las cuales se cargan por separado. Para acceder a la segunda es necesario terminar la primera y conseguir, así, una clave de acceso que permitirá jugarla.

### Primera carga
El objetivo es alcanzar la base enemiga. Para ello hay que recorrer la superficie del satélite de izquierda a derecha, con desplazamiento (scroll) horizontal. En esta fase los enemigos son Ovoidois (al principio de la misma y solamente se pueden eliminar mediante un disparo), Robots Vigía (vuelan por encima del suelo y se pueden esquivar estando agachados), Koptos, Hormigoides (hormigas gigantes que pueden saltar por encima de los pozos de lava) y Snakkers (serpientes que aparecen al final de la fase).

### Segunda carga
Una vez alcanzada la base enemiga, necesitas robar una nave lista para volar, para lo que se debe:
- Cargarla de energía. Para ello hay que recoger las células de energía que están repartidas aleatoriamente por la base.

- Conectar los sistemas de salto al hiperespacio. Esta operación se realiza desde un terminal (computador) de la base.

- Introducir la clave del capitán cuando el ordenador de a bordo nos lo solicite. Las claves también se optienen en los terminales.

En esta fase los enemigos son Microsondas (se desplazan por el aire y no pueden ser destruidos con un disparo láser), Gabarda-robots y Moradores (que no nos matan al contacto, pero solamente pueden ser destruidos después de un combate cuerpo a cuerpo, normalmente con varios golpes).
Para complicar la fase, en esta segunda carga el láser se descarga poco a poco después de cada disparo, por lo que a veces será necesario esperar a que vuelva a recargarse.
A diferencia de la fase 1, en la base no se utiliza el 'scroll' horizontal, salvo en la versión Commodore 64, donde sí se incluyó.

## Comentario
Este fue uno de los juegos de la edad de oro del soft español.
Dos años después, Dinamic sacó la segunda parte, Freddy Hardest en Manhattan Sur, de planteamiento totalmente diferente, programado por los uruguayos Iron Byte.